# Carmen (filme de 1915)
Carmen (bra: Carmen) é um filme de drama mudo americano de 1915, escrito e dirigido por Raoul Walsh, estrelado por Theda Bara. É baseado na novela Carmen de 1845, o filme foi rodado no Fox Studio em Fort Lee, New Jersey.
Carmen foi lançado no Brasil com o título Carmen em 21 de Fevereiro de 1916.

## Elenco
- Theda Bara como Carmen
- Einar Linden como Don Jose
- Carl Harbaugh como Escamillo
- James A. Marcus como Dancaire
- Emil De Varney como Capitão Morales
- Elsie MacLeod como Michaela
- Fay Tunis como Carlotta
- Joseph P. Green

## Status de preservação

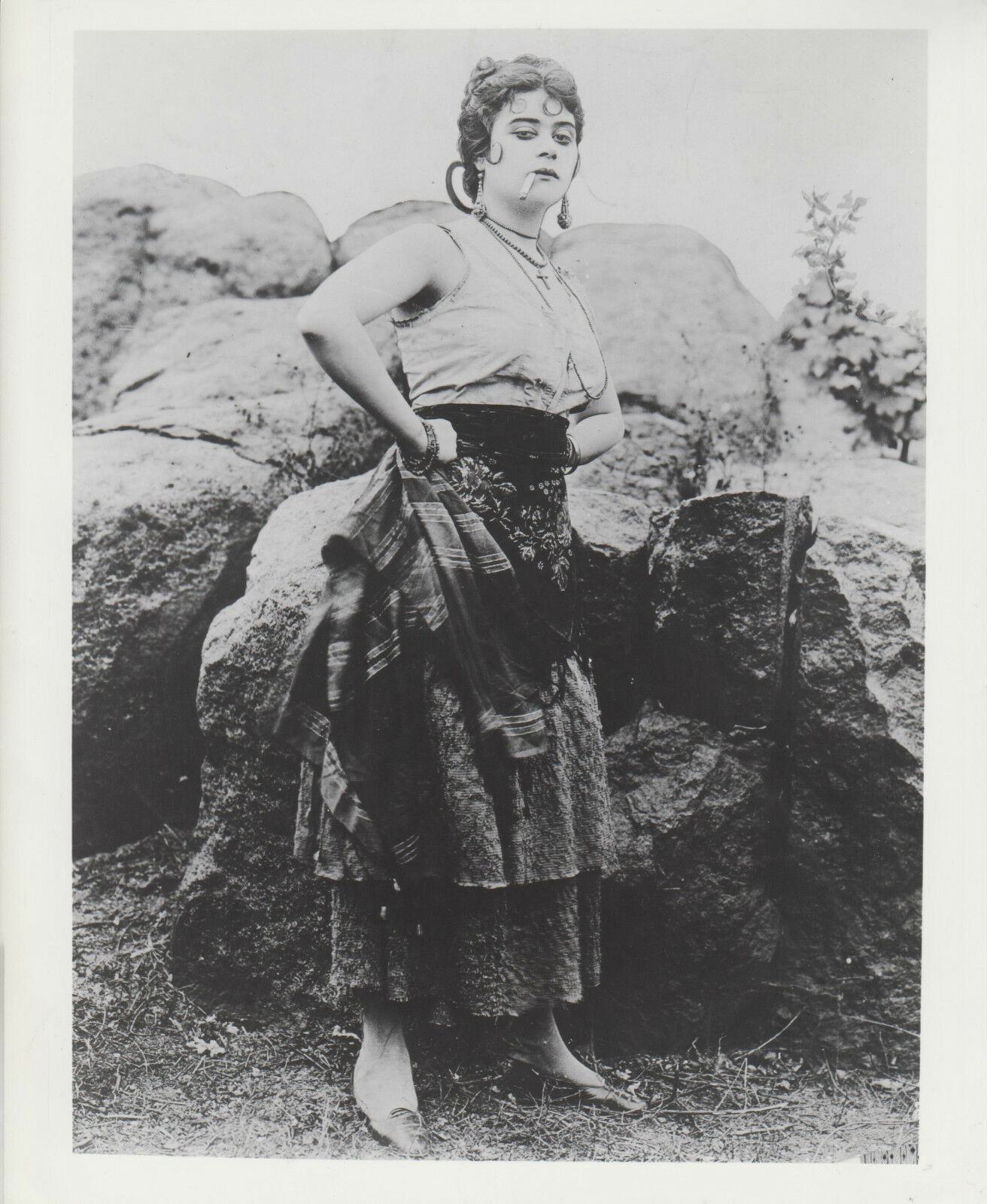
Theda Bara em Carmen.

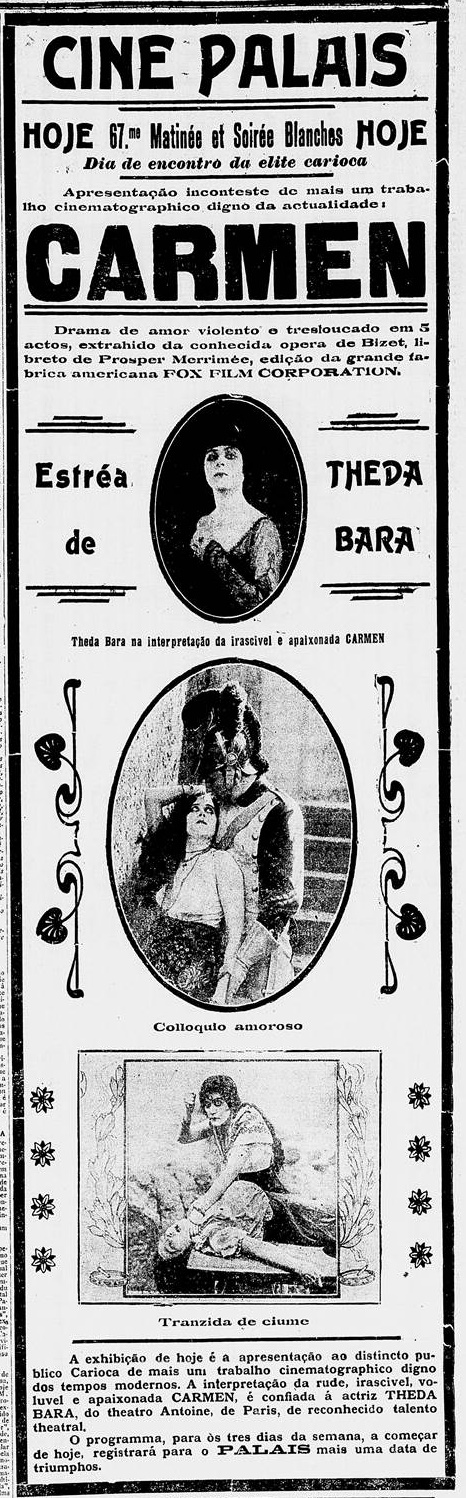
Propaganda do filme Carmen (Carmen) na revista Correio da Manhã (RJ) no Brasil.

O filme atualmente é considerado perdido.